# Nekrolog 1562
Nekrolog
◄◄
| ◄
| 1558
| 1559
| 1560
| 1561
| 1562 | 1563 | 1564 | 1565 | 1566 | ► | ►►
Weitere Ereignisse | Allgemeiner Nekrolog 1562
Die Beschreibung der verstorbenen Person sollte so kurz wie möglich gehalten sein und nur deren signifikante Tätigkeit(en) enthalten.
Neue Namen ggf. auch unter dem Geburts- und Sterbedatum, also etwa unter 1. Januar und im Geburts- und Sterbejahr (2024) eintragen (nur bei entsprechender großer Wichtigkeit). Für Beispiele siehe die schon vorhandenen Artikel.
Außerdem über die fünf zuletzt Verstorbenen, zu denen es einen ausreichend guten Artikel für eine Präsentation auf der Hauptseite gibt, nach der todesbedingten Überarbeitung der Artikel ggf. auch unter Wikipedia Diskussion:Hauptseite informieren und sie am besten auch in den anderen Wikipedia-Sprachversionen eintragen. Tipp: Regelmäßig bei news.google.de nach „ist tot“, „gestorben“ oder „verstorben“ suchen.
Wenn eine Person gestorben ist, gibt es viele Seiten zu dieser Person in der Wikipedia, die davon auch betroffen sind und entsprechend aktualisiert werden müssen. Beispiele: Namenübersichtsseite, Geburtsjahr, Geburtsort-Seiten und viele mehr.
Wie finde ich die betroffenen Seiten?
Im Suchfeld auf der linken Seite gibt man den Suchbegriff so ein: „Vorname Nachname“. Dann klickt man auf Volltext und alle Seiten mit entsprechendem Suchtext werden aufgerufen. Hier sieht man dann schnell, wo auch das Todesjahr Sinn macht oder sogar ein Teil des Artikels angepasst werden muss. Auch hilft das „Werkzeug“ auf der linken Seite sehr gut, um solche Seiten aufzufinden: „Links auf diese Seite“. Somit ist die Wikipedia wieder aktuell in allen Bereichen! Hinweis: bei Eintragung der Kategorie „Gestorben JAHR“ wird der Missbrauchsfilter 49 ausgelöst, was jedoch nicht schlimm ist. Siehe: Spezial:Missbrauchsfilter/49
Dies ist eine Liste von im Jahr 1562 verstorbenen bekannten Persönlichkeiten. Die Einträge erfolgen innerhalb der einzelnen Daten alphabetisch sortiert. Tiere sind im Nekrolog für Tiere zu finden.

## Januar
| Tag        | Name                   | Beruf, bekannt als                                           | Alter | Beleg |
| ---------- | ---------------------- | ------------------------------------------------------------ | ----- | ----- |
| 2. Januar  | Georg von Hatzfeld     | Domdechant in Münster und Domherr in Münster und Osnabrück   |       |       |
| 7. Januar  | Johannes IV. Beck      | deutscher Zisterzienserabt                                   | 45    |       |
| 14. Januar | Johannes Stomius       | Musiker, Pädagoge, Humanist, lateinischer Poet und Schulmann |       |       |
| 20. Januar | Balthasar von Promnitz | Bischof von Breslau, Oberlandeshauptmann von Schlesien       |       |       |
| 25. Januar | Johannes Freder        | deutscher lutherischer Theologe und Kirchenlieddichter       | 51    |       |
| Januar     | Iliaș II.              | Fürst des Fürstentums Moldau                                 |       |       |

## Februar
| Tag         | Name                                 | Beruf, bekannt als                                           | Alter | Beleg |
| ----------- | ------------------------------------ | ------------------------------------------------------------ | ----- | ----- |
| 1. Februar  | Richard Edgcumbe                     | englischer Adliger und Politiker                             |       |       |
| 3. Februar  | Georg Giese                          | deutscher Kaufmann, Schöffe, Ratmann und Burggraf            | 64    |       |
| 11. Februar | Johann Stigel                        | deutscher Poet und Rhetoriker                                | 46    |       |
| 12. Februar | Jean V. de Hénin                     | Comtes de Boussu                                             | 62    |       |
| 13. Februar | François I. de Clèves, duc de Nevers | Herzog von Nevers und Graf von Eu                            | 45    |       |
| 19. Februar | Eberwin III. von Bentheim-Steinfurt  | Graf von Bentheim, Steinfurt und Tecklenburg, Herr von Rheda |       |       |
| 27. Februar | Lars Ivarsson Fleming                | schwedischer Staatsmann                                      |       |       |

## März
| Tag      | Name                       | Beruf, bekannt als                    | Alter | Beleg |
| -------- | -------------------------- | ------------------------------------- | ----- | ----- |
| 7. März  | Michael Lindener           | deutscher Schwankdichter              |       |       |
| 11. März | Hans Christoph von Absberg | Spross aus der Familie von Absberg    |       |       |
| 25. März | Gerhard Omcke              | evangelischer Theologe und Reformator |       |       |

## April
| Tag       | Name                          | Beruf, bekannt als                              | Alter | Beleg |
| --------- | ----------------------------- | ----------------------------------------------- | ----- | ----- |
| 21. April | Lucrezia di Cosimo de’ Medici | florentinische Adlige                           |       |       |
| 22. April | François II. de Tournon       | französischer Kleriker, Kardinal und Erzbischof |       |       |
| 25. April | Bonifacius Amerbach           | schweizerischer Jurist, Komponist und Humanist  | 66    |       |
| 30. April | Brigitta von Pfalz-Simmern    | Äbtissin im Kloster Neuburg bei Heidelberg      | 45    |       |

## Mai
| Tag     | Name                                   | Beruf, bekannt als                                    | Alter | Beleg |
| ------- | -------------------------------------- | ----------------------------------------------------- | ----- | ----- |
| 1. Mai  | Wilhelm von Janowitz                   | deutscher Baumeister und Burgvogt                     |       |       |
| 4. Mai  | Lelio Sozzini                          | unitarischer Theologe, Begründer des Sozinianismus    |       |       |
| 6. Mai  | Paul de la Barthe, seigneur de Thermes | französischer Heerführer und Marschall von Frankreich |       |       |
| 16. Mai | Adham Khan                             | Höfling im Mogulreich                                 |       |       |
| 17. Mai | Jorrys von Schaesberg                  | Adeliger                                              |       |       |

## Juni
| Tag      | Name                | Beruf, bekannt als                               | Alter | Beleg |
| -------- | ------------------- | ------------------------------------------------ | ----- | ----- |
| 2. Juni  | Thomas III. Nádasdy | ungarischer Magnat                               |       |       |
| 11. Juni | Wolfgang Seidl      | bayerischer Benediktiner, Prediger               |       |       |
| 11. Juni | Johann von Vlatten  | deutscher Humanist, Politiker und Kanoniker      |       |       |
| 30. Juni | Jacobus Probst      | evangelischer Theologe und Bremer Superintendent |       |       |

## Juli
| Tag      | Name                      | Beruf, bekannt als                                | Alter | Beleg |
| -------- | ------------------------- | ------------------------------------------------- | ----- | ----- |
| 1. Juli  | Wilhelm IV. von Eberstein | Graf von Eberstein, Reichskammergerichtspräsident | 65    |       |
| 4. Juli  | Johannes Hommel           | deutscher Theologe, Mathematiker und Astronom     | 44    |       |
| 23. Juli | Götz von Berlichingen     | schwäbischer Reichsritter                         |       |       |

## August
| Tag        | Name           | Beruf, bekannt als                                                               | Alter | Beleg |
| ---------- | -------------- | -------------------------------------------------------------------------------- | ----- | ----- |
| 1. August  | Virgil Solis   | deutscher Zeichner und Kupferstecher                                             |       |       |
| 10. August | Lambert Becker | deutscher Rechtswissenschaftler, Ratssekretär und Ratsherr der Hansestadt Lübeck |       |       |

## September
| Tag           | Name              | Beruf, bekannt als                             | Alter | Beleg |
| ------------- | ----------------- | ---------------------------------------------- | ----- | ----- |
| 5. September  | Katharina Zell    | deutsche theologische Autorin und Reformatorin |       |       |
| 18. September | Andreas Cellarius | deutscher Theologe und Reformator              |       |       |
| 22. September | Gereon Sailer     | Mediziner                                      |       |       |

## Oktober
| Tag         | Name                             | Beruf, bekannt als                                                                         | Alter | Beleg |
| ----------- | -------------------------------- | ------------------------------------------------------------------------------------------ | ----- | ----- |
| 9. Oktober  | Gabriele Falloppio               | italienischer Anatom und Chirurg                                                           |       |       |
| 13. Oktober | Breide Rantzau                   | holsteinischer Ritter und dänischer Statthalter in den Herzogtümern Schleswig und Holstein |       |       |
| 13. Oktober | Claudin de Sermisy               | französischer Sänger, Kapellmeister und Geistlicher                                        |       |       |
| 18. Oktober | Anne d’Alençon                   | Herrin von La Guerche, Markgräfin von Montferrat                                           | 69    |       |
| 18. Oktober | Petrus von Alcantara             | Heiliger                                                                                   |       |       |
| 19. Oktober | Christoph Amberger               | deutscher Maler                                                                            |       |       |
| 19. Oktober | Eggerik Beninga                  | friesischer Geschichtsschreiber und Staatsmann                                             |       |       |
| 28. Oktober | Augustin Marlorat                | französischer Reformator                                                                   |       |       |
| 28. Oktober | George Gordon, 4. Earl of Huntly | Angehöriger des schottischen Hochadels                                                     |       |       |

## November
| Tag          | Name                               | Beruf, bekannt als             | Alter | Beleg |
| ------------ | ---------------------------------- | ------------------------------ | ----- | ----- |
| 2. November  | Gebhard von Mansfeld               | Erzbischof des Erzbistums Köln |       |       |
| 4. November  | Hieronymus Besold                  | lutherischer Theologe          |       |       |
| 12. November | Peter Martyr Vermigli              | italienischer Theologe         | 63    |       |
| 17. November | Antoine de Bourbon, duc de Vendôme | Titularkönig von Navarra       | 44    |       |
| 29. November | Philipp Erer                       | deutscher Jurist               |       |       |

## Dezember
| Tag          | Name                                     | Beruf, bekannt als                                                                       | Alter | Beleg |
| ------------ | ---------------------------------------- | ---------------------------------------------------------------------------------------- | ----- | ----- |
| 3. Dezember  | Simon Pistoris der Jüngere               | deutscher Jurist und Kanzler des Herzogs von Sachsen                                     | 73    |       |
| 6. Dezember  | Garzia de' Medici                        | Sohn von Cosimo I. de’ Medici                                                            | 15    |       |
| 6. Dezember  | Jan van Scorel                           | niederländischer Maler                                                                   | 67    |       |
| 7. Dezember  | Adrian Willaert                          | flämischer Komponist, Begründer der venezianischen Schule                                |       |       |
| 9. Dezember  | Johann II.                               | Graf von Rietberg                                                                        |       |       |
| 13. Dezember | Giovanni Marinoni                        | italienischer Seliger                                                                    | 71    |       |
| 17. Dezember | Eleonora von Toledo                      | Großherzogin der Toskana                                                                 |       |       |
| 19. Dezember | Jacques d’Albon, seigneur de Saint-André | Marschall von Frankreich                                                                 |       |       |
| 19. Dezember | François II. de Clèves, duc de Nevers    | Herzog von Nevers                                                                        | 22    |       |
| 27. Dezember | Joachim                                  | Herzog von Münsterberg, Herzog von Oels und Graf von Glatz sowie Bischof von Brandenburg | 59    |       |

## Datum unbekannt
| Tag | Name                               | Beruf, bekannt als                                                                     | Alter | Beleg |
| --- | ---------------------------------- | -------------------------------------------------------------------------------------- | ----- | ----- |
|     | Catharina von Ahlefeldt            | Adliger Erbherrin von Haseldorf, Haselau, Gut Seestermühe und Gut Seegaard bei Kliplev |       |       |
|     | Jakob Baumann                      | letzter Abt des Zisterzienserklosters Dargun                                           |       |       |
|     | Cornelius Canis                    | franko-flämischer Komponist, Sänger und Kapellmeister der Renaissance                  |       |       |
|     | Adrianus Petit Coclico             | franko-flämischer Komponist, Sänger und Musiktheoretiker der Renaissance               |       |       |
|     | Jacob Frey                         | Dramatiker und Schwankdichter                                                          |       |       |
|     | Hans Gieng                         | Schweizer Bildhauer                                                                    |       |       |
|     | Cristóbal de Guzmán Cecetzin       | Gouverneur und Tlatoani von Tenochtitlan                                               |       |       |
|     | Adriaan Corneliszoon van Haemstede | niederländischer Theologe                                                              |       |       |
|     | Georg Ladenmacher                  | deutscher Kirchenlieddichter                                                           |       |       |
|     | Giovan Giacomo Leonardi            | italienischer Jurist und Diplomat                                                      |       |       |
|     | Mikołaj z Chrzanowa                | polnischer Organist und Komponist                                                      |       |       |
|     | Friedrich Pfannmüller              | oberpfälzischer Orgelbauer                                                             |       |       |
|     | Johannes Pollius                   | evangelischer Theologe und Reformator                                                  |       |       |
|     | Reinhard zu Solms                  | deutscher Heerführer, Militäringenieur und Militärtheoretiker der Renaissanceepoche    |       |       |
|     | Georg Spormecker                   | deutscher Chronist                                                                     |       |       |
|     | Henry Strangways                   | englischer Pirat                                                                       |       |       |
|     | Marcus Tatius                      | Schweizer Übersetzer und Poet                                                          |       |       |
|     | Johann Anton Tillier               | Schweizer Soldat und Politiker                                                         |       |       |
|     | Edward Whitechurch                 | englischer Kaufmann und Buchdrucker                                                    |       |       |